# Сигозеро (озеро, Сегежский район)
Сигозеро — озеро на территории Паданского сельского поселения Медвежьегорского района и Чернопорожского сельского поселения Сегежского района Республики Карелии.

## Общие сведения
Площадь озера — 1,1 км². Располагается на высоте 149,0 метров над уровнем моря.
Форма озера продолговатая: оно вытянуто с северо-запада на юго-восток. Берега каменисто-песчаные, преимущественно возвышенные.
Из Сигозера вытекает безымянный ручей, впадающий в Елмозеро, через которое протекает река Елма, впадающая в Ондозеро. Через Ондозеро протекает река Онда, втекающая, в свою очередь, в Нижний Выг.
С разных сторон к озеру подходят лесные дороги.
Код объекта в государственном водном реестре — 02020001311102000008265.